# Marre
Marre is een gemeente in het Franse departement Meuse (regio Grand Est) en telt 151 inwoners (1999).
De plaats maakt deel uit van het kanton Clermont-en-Argonne in het arrondissement Verdun. Op 1 januari 2015 werd het met vijf andere gemeentes overgeheveld van het kanton Charny-sur-Meuse, dat op die dag werd opgeheven.

## Geografie
De oppervlakte van Marre bedraagt 10,1 km², de bevolkingsdichtheid is 15,0 inwoners per km².
De onderstaande kaart toont de ligging van Marre met de belangrijkste infrastructuur en aangrenzende gemeenten.

## Demografie
Onderstaande figuur toont het verloop van het inwonertal (bron: INSEE-tellingen).